# Saison 2008-2009 de l'AS Nancy-Lorraine
Maillots
Chronologie
Saison précédente Saison suivante
L'AS Nancy-Lorraine s'aligne pour la saison 2008-2009 en Ligue 1, en Coupe de France, en Coupe de la Ligue ainsi qu'en Coupe UEFA.

## Résumé de la saison
Pour aborder la saison 2008-2009, l'ASNL recrute Julien Féret et signe le retour d'Abdeslam Ouaddou afin de compenser les départs de Sébastien Puygrenier et Kim. L'équipe subit alors la difficulté de confirmer après une saison 2007-2008 exceptionnelle qui a vu l'ASNL terminer à la 4e place.
Malgré une qualification aisée face au club écossais de Motherwell (victoires à domicile 1-0 puis en Écosse 2-0) au premier tour de la Coupe UEFA, la campagne européenne tourne court : en phase de groupe, l'ASNL démarre avec une victoire 3-0 pour ses retrouvailles sous tension avec Feyenoord privé de ses supporters, puis obtient un nul 2-2 chez le Lech Poznań, mais subit deux défaites (3-4 face au CSKA Moscou, 0-1 chez le Deportivo La Corogne) qui l'éliminent de la compétition.
Rapidement éliminé de toutes compétitions, le club se reprend toutefois en championnat, notamment avec une victoire 3-0 face à Marseille au Stade Vélodrome lors de la 19e journée, mais une défaite à domicile (0-2) face à Auxerre lors de la 23e journée marque le début d'une série de 9 matchs sans succès qui plonge l'équipe à la 16e place. Après une défaite 1-2 à Sochaux lors de la 28e journée, Pablo Correa présente sa démission, que Jacques Rousselot refuse. L'ASNL obtient toutefois des victoires importantes dans la lutte pour le maintien à Caen (2-1 lors de la 32e journée) et face à Nantes (2-0 lors de la 33e journée), et boucle la saison 2008-2009 à la 15e place.

## Effectif professionnel
| N° | Nom                    | Poste     | Naissance  | Nationalité sportive | Sélection  | Contrat actuel | Dernier club                  |
| 1  | Gennaro Bracigliano    | Gardien   | 01/03/1980 | France               |            | 2013           | SCO Angers                    |
| 2  | Helder                 | Défenseur | 13/04/1988 | Brésil               |            | 2013           | EC Juventude                  |
| 3  | Joel Sami              | Défenseur | 13/11/1984 | RD Congo             | RDC        | 2011           | Amiens SC                     |
| 4  | Chris Malonga          | Milieu    | 05/01/1985 | République du Congo  | Congo      | 2011           | Formé au club                 |
| 5  | André Luiz Silva       | Défenseur | 27/01/1980 | Brésil               |            | 2011           | Atletico Mineiro              |
| 6  | Pascal Berenguer       | Milieu    | 20/05/1981 | France               |            | 2013           | Istres                        |
| 8  | Frédéric Biancalani    | Défenseur | 21/07/1974 | France               |            | 2009           | Walsall FC                    |
| 9  | Veigar Páll Gunnarsson | Attaquant | 21/03/1980 | Islande              | Islande    | 2012           | Stabæk Fotball                |
| 10 | Issiar Dia             | Attaquant | 08/06/1987 | Sénégal              | Sénégal    | 2011           | Amiens                        |
| 11 | Monsef Zerka           | Attaquant | 30/08/1981 | Maroc                | Maroc      | 2010           | Formé au club                 |
| 12 | Geoffrey Adjet         | Défenseur | 15/04/1988 | France               |            | 2009           | Toulouse Fontaines Club       |
| 13 | Damián Macaluso        | Défenseur | 09/03/1980 | Uruguay              |            | 2010           | SS Sambenedettese Calcio      |
| 14 | Momar Faye             | Milieu    | 21/12/1987 | Sénégal              |            | 2010           | Stade de Reims                |
| 15 | Youssouf Hadji         | Attaquant | 25/02/1980 | Maroc                | Maroc      | 2012           | Stade rennais                 |
| 16 | Damien Grégorini       | Gardien   | 02/03/1979 | France               |            | 2010           | OGC Nice                      |
| 17 | Gaston Curbelo         | Attaquant | 08/04/1976 | Uruguay              |            | 2010           | Huracán Buceo                 |
| 18 | Julien Féret           | Milieu    | 05/07/1982 | France               |            | 2011           | Stade de Reims                |
| 20 | Mickaël Chrétien       | Défenseur | 10/07/1984 | Maroc                | Maroc      | 2012           | Formé au club                 |
| 23 | Jonathan Brison        | Milieu    | 07/02/1983 | France               |            | 2012           | Formé au club                 |
| 24 | Benjamin Gavanon       | Milieu    | 09/08/1980 | France               |            | 2010           | Nottingham Forest             |
| 26 | Landry N'Guemo         | Milieu    | 28/11/1985 | Cameroun             | Cameroun   | 2011           | Formé au club                 |
| 27 | Abdeslam Ouaddou       | Défenseur | 01/11/1978 | Maroc                | Maroc      | 2012           | Valenciennes FC               |
| 29 | Alfred N'Diaye         | Milieu    | 06/03/1990 | France               | France -18 | 2012           | Formé au club                 |
| 40 | Thomas Gaudu           | Gardien   | 04/04/1987 | France               |            | 2010           | Entente Sannois Saint-Gratien |

## Transferts

### Été 2008
| Nom                  | Nationalité | Transfert                   | Provenance/Destination        | Division        |
| Arrivées             |             |                             |                               |                 |
| Joel Sami            | France      | Libre                       | Amiens SC                     | Ligue 2         |
| Julien Féret         | France      | Transfert (1,6M€)           | Stade de Reims                | Ligue 2         |
| Jean Calvé           | France      | Libre                       | Le Mans UC                    | Ligue 1         |
| Abdeslam Ouaddou     | Maroc       | Transfert définitif (3,2M€) | Valenciennes FC               | Ligue 1         |
| Helder               | Brésil      | Transfert définitif (1.5M€) | EC Juventude                  | Série B         |
| Geoffrey Adjet       | France      | Libre                       | Toulouse Fontaines Club       | CFA 2           |
| Paul Alo'o Efoulou   | Cameroun    | Transfert définitif (2,5M€) | SCO Angers                    | Ligue 2         |
| Retours de prêt      |             |                             |                               |                 |
| Rachid Hamdani       | Maroc       | Retour de prêt              | Clermont Foot                 | Ligue 2         |
| Thomas Gaudu         | France      | Retour de prêt              | Entente Sannois Saint-Gratien | National        |
| Damien Mozika        | France      | Retour de prêt              | CS Louhans-Cuiseaux           | National        |
| Départs              |             |                             |                               |                 |
| Adrian Sarkisian     | Uruguay     | Fin de contrat              | Retraite                      |                 |
| Adailton             | Brésil      | Fin de contrat              | Retraite                      |                 |
| Emmanuel Duchemin    | France      | Fin de contrat              | Retraite                      |                 |
| David Sauget         | France      | Fin de contrat              | AS Saint-Étienne              | Ligue 1         |
| Damien Mozika        | France      | Fin de contrat              | Chester City                  | League Two      |
| Yamoudou Camara      | France      | Fin de contrat              | Sans club                     |                 |
| Tosin Dosunmu        | Nigeria     | Transfert définitif         | Germinal Beerschot A.         | Jupiler League  |
| Ludovic Guerriero    | France      | Transfert définitif (0€)    | AC Ajaccio                    | Ligue 2         |
| Kim                  | Brésil      | Transfert définitif (9M€)   | Al-Arabi                      | Q League        |
| Rachid Hamdani       | Maroc       | Transfert définitif         | Clermont Foot                 | Ligue 2         |
| Sébastien Puygrenier | France      | Transfert Définitif (6M€)   | Zenith Saint-Petersbourg      | 1re Ligue Russe |
| Prêts                |             |                             |                               |                 |
| Johan Lapeyre        | France      | Prêt                        | Entente Sannois-St-Gratien    | National        |
| Paul Alo'o Efoulou   | Cameroun    | Prêt                        | SCO Angers                    | Ligue 2         |

### Hiver 2008
| Nom                    | Nationalité | Transfert         | Provenance/Destination  | Division       |
| Arrivées               |             |                   |                         |                |
| Veigar Páll Gunnarsson | Islande     | Transfert (1,8M€) | Stabæk Fotball          | Tippeligaen    |
| Départs                |             |                   |                         |                |
| Prêts                  |             |                   |                         |                |
| Marc-Antoine Fortuné   | France      | Prêt              | West Bromwich Albion FC | Premier League |
| Basile Camerling       | France      | Prêt              | Clermont Foot           | Ligue 2        |
| Jean Calvé             | France      | Prêt              | FC Lorient              | Ligue 1        |

## Préparation d'avant-saison

### Matches amicaux
| Match 1 5 juillet | AS Nancy-Lorraine                                                                               | 9–0 | Sélection régionale | Rehon                                    |                                          |
|                   | Hadji 11e 21e 53e · Malonga 41e · Sami 50e · Faye 61e · Fortuné 65e · Berenguer 77e · Adjet 88e |     |                     | Spectateurs : 1 300 Arbitrage : M. Zanga | Spectateurs : 1 300 Arbitrage : M. Zanga |

| Match 2 12 juillet | AS Nancy-Lorraine                                                       | 6–1 | CS Sedan          | Bischheim                                  |                                            |
|                    | Fortuné 1re · Macaluso 11e · Zerka 38e (pen.) · Hadji 56e · Dia 71e 80e |     | Suarez 15e (pen.) | Spectateurs : 200 Arbitrage : M. Schneider | Spectateurs : 200 Arbitrage : M. Schneider |

| Match 3 19 juillet | AS Nancy-Lorraine  | 1–2 | FC Sochaux             | Colmar                                     |                                            |
|                    | Gavanon 67e (pen.) |     | Dalmat 27e · Pitau 62e | Spectateurs : 1 000 Arbitrage : M. Moreira | Spectateurs : 1 000 Arbitrage : M. Moreira |

| Match 4 24 juillet | Lyon                              | 3–0 | AS Nancy-Lorraine | Villefranche-sur-Saône                     |                                            |
|                    | Juninho 6e · Pied 68e · Tafer 77e |     |                   | Spectateurs : 3 000 Arbitrage : M. Desiage | Spectateurs : 3 000 Arbitrage : M. Desiage |

| Match 5 27 juillet | AS Nancy-Lorraine | 1–0 | USM Alger | Neuves-Maisons                          |                                         |
|                    | Malonga 19e       |     |           | Spectateurs : 2 000 Arbitrage : M. Hung | Spectateurs : 2 000 Arbitrage : M. Hung |

| Match 6 2 août | AS Nancy-Lorraine                            | 3–0 | Le Mans UC | Neuves-Maisons                              |                                             |
|                | Gavanon 19 (sp) · Fortuné 24e · Chrétien 49e |     |            | Spectateurs : 1 600 Arbitrage : M. Da Cunha | Spectateurs : 1 600 Arbitrage : M. Da Cunha |

## Matchs de l'ASNL saison 2008-2009

### Ligue 1

#### Phase aller
| 1re journée     | AS Nancy-Lorraine | 0 - 0   | Lille OSC | Stade Marcel Picot                            |                                               |
| 9/08/2008 21:00 |                   | (0 - 0) |           | Spectateurs : 17 538 Arbitrage : Tony Chapron | Spectateurs : 17 538 Arbitrage : Tony Chapron |
| 9/08/2008 21:00 | rapport           |         |           | Spectateurs : 17 538 Arbitrage : Tony Chapron | Spectateurs : 17 538 Arbitrage : Tony Chapron |

| 2e journée       | OGC Nice              | 2 - 1   | AS Nancy-Lorraine  | Stade du Ray                                  |                                               |
| 16/08/2008 19:00 | Rémy 33e · Traoré 89e | (1 - 1) | Gavanon 44e (pen.) | Spectateurs : 11 693 Arbitrage : Saïd Ennjimi | Spectateurs : 11 693 Arbitrage : Saïd Ennjimi |
| 16/08/2008 19:00 | rapport               |         |                    | Spectateurs : 11 693 Arbitrage : Saïd Ennjimi | Spectateurs : 11 693 Arbitrage : Saïd Ennjimi |

| 3e journée       | AS Nancy-Lorraine | 0 - 0   | Toulouse FC | Stade Marcel Picot                              |                                                 |
| 23/08/2008 19:00 |                   | (0 - 0) |             | Spectateurs : 17 084 Arbitrage : Bertrand Layec | Spectateurs : 17 084 Arbitrage : Bertrand Layec |
| 23/08/2008 19:00 | rapport           |         |             | Spectateurs : 17 084 Arbitrage : Bertrand Layec | Spectateurs : 17 084 Arbitrage : Bertrand Layec |

| 4e journée       | AS Nancy-Lorraine           | 2 - 1   | Le Havre AC | Stade Marcel Picot                              |                                                 |
| 30/08/2008 19:00 | Brison 73e · André Luiz 87e | (0 - 1) | Fauré 22e   | Spectateurs : 17 054 Arbitrage : Clément Turpin | Spectateurs : 17 054 Arbitrage : Clément Turpin |
| 30/08/2008 19:00 | rapport                     |         |             | Spectateurs : 17 054 Arbitrage : Clément Turpin | Spectateurs : 17 054 Arbitrage : Clément Turpin |

| 5e journée       | AJ Auxerre  | 1 - 1   | AS Nancy-Lorraine | Stade de l'Abbé-Deschamps                         |                                                   |
| 13/09/2008 19:00 | Lejeune 55e | (0 - 0) | Zerka 67e         | Spectateurs : 10 270 Arbitrage : Alexandre Castro | Spectateurs : 10 270 Arbitrage : Alexandre Castro |
| 13/09/2008 19:00 | rapport     |         |                   | Spectateurs : 10 270 Arbitrage : Alexandre Castro | Spectateurs : 10 270 Arbitrage : Alexandre Castro |

| 6e journée       | AS Nancy-Lorraine | 0 - 0   | Stade rennais | Stade Marcel Picot                                |                                                   |
| 21/09/2008 17:00 |                   | (0 - 0) |               | Spectateurs : 17 125 Arbitrage : Hervé Piccirillo | Spectateurs : 17 125 Arbitrage : Hervé Piccirillo |
| 21/09/2008 17:00 | rapport           |         |               | Spectateurs : 17 125 Arbitrage : Hervé Piccirillo | Spectateurs : 17 125 Arbitrage : Hervé Piccirillo |

| 7e journée       | Olympique lyonnais     | 2 - 1   | AS Nancy-Lorraine | Stade Gerland                                 |                                               |
| 27/09/2008 19:00 | Benzema 30e · Fred 35e | (2 - 1) | Berenguer 36e     | Spectateurs : 36 895 Arbitrage : Stéphane Bré | Spectateurs : 36 895 Arbitrage : Stéphane Bré |
| 27/09/2008 19:00 | rapport                |         |                   | Spectateurs : 36 895 Arbitrage : Stéphane Bré | Spectateurs : 36 895 Arbitrage : Stéphane Bré |

| 8e journée       | AS Nancy-Lorraine | 1 - 1   | Paris SG  | Stade Marcel Picot                             |                                                |
| 05/10/2008 21:00 | Macaluso 33e      | (1 - 1) | Hoarau 2e | Spectateurs : 18 217 Arbitrage : Olivier Thual | Spectateurs : 18 217 Arbitrage : Olivier Thual |
| 05/10/2008 21:00 | rapport           |         |           | Spectateurs : 18 217 Arbitrage : Olivier Thual | Spectateurs : 18 217 Arbitrage : Olivier Thual |

| 9e journée       | Le Mans UC               | 2 - 0   | AS Nancy-Lorraine | Stade Léon-Bollée                          |                                            |
| 19/10/2008 17:00 | Gervinho 34e · Lamah 64e | (1 - 0) |                   | Spectateurs : 9 396 Arbitrage : Bruno Coué | Spectateurs : 9 396 Arbitrage : Bruno Coué |
| 19/10/2008 17:00 | rapport                  |         |                   | Spectateurs : 9 396 Arbitrage : Bruno Coué | Spectateurs : 9 396 Arbitrage : Bruno Coué |

| 10e journée      | AS Nancy-Lorraine | 1 - 1   | FC Sochaux | Stade Marcel Picot                              |                                                 |
| 25/10/2008 17:00 | Fortuné 73e       | (0 - 1) | Dalmat 18e | Spectateurs : 17 016 Arbitrage : Didier Falcone | Spectateurs : 17 016 Arbitrage : Didier Falcone |
| 25/10/2008 17:00 | rapport           |         |            | Spectateurs : 17 016 Arbitrage : Didier Falcone | Spectateurs : 17 016 Arbitrage : Didier Falcone |

| 11e journée      | AS Monaco                              | 3 - 1   | AS Nancy-Lorraine | Stade Louis-II                                   |                                                  |
| 29/10/2008 19:00 | Licata 31e · Pokrivac 62e · Nimani 87e | (1 - 0) | Hadji 76e         | Spectateurs : 6 540 Arbitrage : Alexandre Castro | Spectateurs : 6 540 Arbitrage : Alexandre Castro |
| 29/10/2008 19:00 | rapport                                |         |                   | Spectateurs : 6 540 Arbitrage : Alexandre Castro | Spectateurs : 6 540 Arbitrage : Alexandre Castro |

| 12e journée     | AS Nancy-Lorraine | 1 - 0   | Girondins de Bordeaux | Stade Marcel Picot                               |                                                  |
| 1/11/2008 19:00 | Hadji 68e         | (0 - 0) |                       | Spectateurs : 18 618 Arbitrage : Stéphane Lannoy | Spectateurs : 18 618 Arbitrage : Stéphane Lannoy |
| 1/11/2008 19:00 | rapport           |         |                       | Spectateurs : 18 618 Arbitrage : Stéphane Lannoy | Spectateurs : 18 618 Arbitrage : Stéphane Lannoy |

| 13e journée      | Valenciennes FC | 0 - 1   | AS Nancy-Lorraine  | Stade Nungesser                               |                                               |
| 09/11/2008 17:00 |                 | (0 - 1) | Gavanon 14e (pen.) | Spectateurs : 11 381 Arbitrage : Tony Chapron | Spectateurs : 11 381 Arbitrage : Tony Chapron |
| 09/11/2008 17:00 | rapport         |         |                    | Spectateurs : 11 381 Arbitrage : Tony Chapron | Spectateurs : 11 381 Arbitrage : Tony Chapron |

| 14e journée      | AS Nancy-Lorraine    | 1 - 1   | SM Caen     | Stade Marcel Picot                             |                                                |
| 15/11/2008 19:00 | Boucansaud 71e (csc) | (0 - 0) | Savidan 50e | Spectateurs : 17 459 Arbitrage : Philippe Kalt | Spectateurs : 17 459 Arbitrage : Philippe Kalt |
| 15/11/2008 19:00 | rapport              |         |             | Spectateurs : 17 459 Arbitrage : Philippe Kalt | Spectateurs : 17 459 Arbitrage : Philippe Kalt |

| 15e journée      | FC Nantes | 0 - 1   | AS Nancy-Lorraine | Stade de la Beaujoire                           |                                                 |
| 23/11/2008 17:00 |           | (0 - 0) | Hadji 74e         | Spectateurs : 20 635 Arbitrage : Bertrand Layec | Spectateurs : 20 635 Arbitrage : Bertrand Layec |
| 23/11/2008 17:00 | rapport   |         |                   | Spectateurs : 20 635 Arbitrage : Bertrand Layec | Spectateurs : 20 635 Arbitrage : Bertrand Layec |

| 16e journée      | AS Nancy-Lorraine | 1 - 2   | AS Saint-Étienne           | Stade Marcel Picot                                     |                                                        |
| 30/11/2008 17:00 | Dia 74e           | (0 - 2) | Machado 8e · Gigliotti 45e | Spectateurs : 17 328 Arbitrage : Jean-Charles Cailleux | Spectateurs : 17 328 Arbitrage : Jean-Charles Cailleux |
| 30/11/2008 17:00 | rapport           |         |                            | Spectateurs : 17 328 Arbitrage : Jean-Charles Cailleux | Spectateurs : 17 328 Arbitrage : Jean-Charles Cailleux |

| 17e journée      | FC Lorient  | 1 - 0   | AS Nancy-Lorraine | Stade du Moustoir                               |                                                 |
| 07/12/2008 17:00 | Gameiro 83e | (0 - 0) |                   | Spectateurs : 10 326 Arbitrage : Antony Gautier | Spectateurs : 10 326 Arbitrage : Antony Gautier |
| 07/12/2008 17:00 | rapport     |         |                   | Spectateurs : 10 326 Arbitrage : Antony Gautier | Spectateurs : 10 326 Arbitrage : Antony Gautier |

| 18e journée      | AS Nancy-Lorraine   | 2 - 0   | Grenoble Foot | Stade Marcel Picot                          |                                             |
| 13/12/2008 19:00 | Féret 16e · Dia 65e | (1 - 0) |               | Spectateurs : 19 611 Arbitrage : Bruno Coué | Spectateurs : 19 611 Arbitrage : Bruno Coué |
| 13/12/2008 19:00 | rapport             |         |               | Spectateurs : 19 611 Arbitrage : Bruno Coué | Spectateurs : 19 611 Arbitrage : Bruno Coué |

| 19e journée      | Olympique de Marseille | 0 - 3   | AS Nancy-Lorraine       | Stade Vélodrome                                 |                                                 |
| 21/12/2008 17:00 |                        | (0 - 2) | Hadji 33e 39e · Dia 56e | Spectateurs : 50 628 Arbitrage : Thierry Auriac | Spectateurs : 50 628 Arbitrage : Thierry Auriac |
| 21/12/2008 17:00 | rapport                |         |                         | Spectateurs : 50 628 Arbitrage : Thierry Auriac | Spectateurs : 50 628 Arbitrage : Thierry Auriac |

#### Phase retour
| 21e journée      | Toulouse FC                                         | 3 - 0   | AS Nancy-Lorraine | Stadium                                       |                                               |
| 17/01/2009 19:00 | André Luiz 45e (csc) · Gignac 81e · Paulo Cesar 88e | (1 - 0) |                   | Spectateurs : 13 867 Arbitrage : Stéphane Bré | Spectateurs : 13 867 Arbitrage : Stéphane Bré |
| 17/01/2009 19:00 | rapport                                             |         |                   | Spectateurs : 13 867 Arbitrage : Stéphane Bré | Spectateurs : 13 867 Arbitrage : Stéphane Bré |

| 22e journée | Le Havre AC       | 2 - 3   | AS Nancy-Lorraine                    | Stade Jules Deschaseaux                           |                                                   |
| 31/01/2009  | Alassane 12e, 92e | (1 - 2) | 16e Feret · 30e Brison · 93e N'Guemo | Spectateurs : 12 017 Arbitrage : Hervé Piccirillo | Spectateurs : 12 017 Arbitrage : Hervé Piccirillo |
| 31/01/2009  | rapport           |         |                                      | Spectateurs : 12 017 Arbitrage : Hervé Piccirillo | Spectateurs : 12 017 Arbitrage : Hervé Piccirillo |

| 23e journée      | AS Nancy-Lorraine | 0 - 2   | AJ Auxerre               | Stade Marcel Picot                             |                                                |
| 07/02/2009 19:00 |                   | (0 - 1) | 36e Hengbart · 51e Jeleń | Spectateurs : 17 042 Arbitrage : Olivier Thual | Spectateurs : 17 042 Arbitrage : Olivier Thual |
| 07/02/2009 19:00 | rapport           |         |                          | Spectateurs : 17 042 Arbitrage : Olivier Thual | Spectateurs : 17 042 Arbitrage : Olivier Thual |

| 24e journée      | Stade rennais | 1 - 1   | AS Nancy-Lorraine | Stade de la route de Lorient                  |                                               |
| 14/02/2009 19:00 | Briand 87e    | (0 - 0) | 58e Hadji         | Spectateurs : 19 002 Arbitrage : Saïd Ennjimi | Spectateurs : 19 002 Arbitrage : Saïd Ennjimi |
| 14/02/2009 19:00 | rapport       |         |                   | Spectateurs : 19 002 Arbitrage : Saïd Ennjimi | Spectateurs : 19 002 Arbitrage : Saïd Ennjimi |

| 20e journée (match en retard) | AS Nancy-Lorraine | 1 - 2   | OGC Nice                    | Stade Marcel Picot                               |                                                  |
| 17/02/2009 21:00              | Berenguer 57e     | (0 - 0) | 47e Bamogo · 89e Hellebuyck | Spectateurs : 17 257 Arbitrage : Stéphane Lannoy | Spectateurs : 17 257 Arbitrage : Stéphane Lannoy |
| 17/02/2009 21:00              | rapport           |         |                             | Spectateurs : 17 257 Arbitrage : Stéphane Lannoy | Spectateurs : 17 257 Arbitrage : Stéphane Lannoy |

| 25e journée      | AS Nancy-Lorraine | 0 - 2   | Olympique lyonnais     | Stade Marcel Picot                             |                                                |
| 21/02/2009 19:00 |                   | (0 - 1) | 18e Cris · 90e Benzema | Spectateurs : 18 953 Arbitrage : Fredy Fautrel | Spectateurs : 18 953 Arbitrage : Fredy Fautrel |
| 21/02/2009 19:00 | rapport           |         |                        | Spectateurs : 18 953 Arbitrage : Fredy Fautrel | Spectateurs : 18 953 Arbitrage : Fredy Fautrel |

| 26e journée      | Paris SG                                  | 4 - 1   | AS Nancy-Lorraine | Parc des Princes                                 |                                                  |
| 01/03/2009 17:00 | Hoarau 9e 40e · Giuly 13e · Sessègnon 63e | (3 - 1) | 30e Féret         | Spectateurs : 38 302 Arbitrage : Philippe Malige | Spectateurs : 38 302 Arbitrage : Philippe Malige |
| 01/03/2009 17:00 | rapport                                   |         |                   | Spectateurs : 38 302 Arbitrage : Philippe Malige | Spectateurs : 38 302 Arbitrage : Philippe Malige |

| 27e journée      | AS Nancy-Lorraine         | 2 - 2   | Le Mans UC                  | Stade Marcel Picot                            |                                               |
| 07/03/2009 19:00 | Hadji 3e · André Luiz 54e | (1 - 1) | 26e Coutadeur · 62e Helstad | Spectateurs : 17 005 Arbitrage : Ruddy Buquet | Spectateurs : 17 005 Arbitrage : Ruddy Buquet |
| 07/03/2009 19:00 | rapport                   |         |                             | Spectateurs : 17 005 Arbitrage : Ruddy Buquet | Spectateurs : 17 005 Arbitrage : Ruddy Buquet |

| 28e journée      | FC Sochaux                  | 2 - 1   | AS Nancy-Lorraine | Stade Bonal                                                          |                                                                      |
| 14/03/2009 19:00 | Boudebouz 12e · Sverkos 77e | (1 - 1) | 42e Hadji         | Spectateurs : 13 092 Arbitrage : Alexandre Castro puis William Lavis | Spectateurs : 13 092 Arbitrage : Alexandre Castro puis William Lavis |
| 14/03/2009 19:00 | rapport                     |         |                   | Spectateurs : 13 092 Arbitrage : Alexandre Castro puis William Lavis | Spectateurs : 13 092 Arbitrage : Alexandre Castro puis William Lavis |

| 29e journée      | AS Nancy-Lorraine | 0 - 1   | AS Monaco | Stade Marcel Picot                               |                                                  |
| 07/03/2009 19:00 |                   | (0 - 0) | 70e Park  | Spectateurs : 19 377 Arbitrage : Lionel Jaffredo | Spectateurs : 19 377 Arbitrage : Lionel Jaffredo |
| 07/03/2009 19:00 | rapport           |         |           | Spectateurs : 19 377 Arbitrage : Lionel Jaffredo | Spectateurs : 19 377 Arbitrage : Lionel Jaffredo |

| 30e journée      | Girondins de Bordeaux | 1 - 0   | AS Nancy-Lorraine | Stade Chaban-Delmas                         |                                             |
| 04/04/2009 19:00 | Chamakh 88e           | (0 - 0) |                   | Spectateurs : 26 825 Arbitrage : Bruno Coué | Spectateurs : 26 825 Arbitrage : Bruno Coué |
| 04/04/2009 19:00 | rapport               |         |                   | Spectateurs : 26 825 Arbitrage : Bruno Coué | Spectateurs : 26 825 Arbitrage : Bruno Coué |

| 31e journée      | AS Nancy-Lorraine        | 2 - 0   | Valenciennes FC | Stade Marcel Picot                            |                                               |
| 11/04/2009 19:00 | Macaluso 90e · Hadji 92e | (0 - 0) |                 | Spectateurs : 18 213 Arbitrage : Stéphane Bré | Spectateurs : 18 213 Arbitrage : Stéphane Bré |
| 11/04/2009 19:00 | rapport                  |         |                 | Spectateurs : 18 213 Arbitrage : Stéphane Bré | Spectateurs : 18 213 Arbitrage : Stéphane Bré |

| 32e journée      | SM Caen      | 1 - 2   | AS Nancy-Lorraine    | Stade Michel-d'Ornano                             |                                                   |
| 18/04/2009 19:00 | Yatabaré 45e | (1 - 1) | 2e Hadji · 85e Adjet | Spectateurs : 18 399 Arbitrage : Hervé Piccirillo | Spectateurs : 18 399 Arbitrage : Hervé Piccirillo |
| 18/04/2009 19:00 | rapport      |         |                      | Spectateurs : 18 399 Arbitrage : Hervé Piccirillo | Spectateurs : 18 399 Arbitrage : Hervé Piccirillo |

| 33e journée      | AS Nancy-Lorraine            | 2 - 0   | FC Nantes | Stade Marcel Picot                              |                                                 |
| 26/04/2009 17:00 | Feret 55e · André Luiz 66 sp | (0 - 0) |           | Spectateurs : 18 838 Arbitrage : Thierry Auriac | Spectateurs : 18 838 Arbitrage : Thierry Auriac |
| 26/04/2009 17:00 | rapport                      |         |           | Spectateurs : 18 838 Arbitrage : Thierry Auriac | Spectateurs : 18 838 Arbitrage : Thierry Auriac |

| 34e journée      | AS Saint-Étienne | 0 - 0   | AS Nancy-Lorraine | Stade Geoffroy-Guichard    |                            |
| 02/05/2009 19:00 |                  | (0 - 0) |                   | Arbitrage : Clément Turpin | Arbitrage : Clément Turpin |
| 02/05/2009 19:00 | rapport          |         |                   | Arbitrage : Clément Turpin | Arbitrage : Clément Turpin |

| 35e journée      | AS Nancy-Lorraine      | 2 - 2   | FC Lorient      | Stade Marcel Picot                               |                                                  |
| 13/05/2009 19:00 | Saïfi 28csc · Sami 47e | (2 - 0) | 52e 82e Gameiro | Spectateurs : 18 148 Arbitrage : Philippe Malige | Spectateurs : 18 148 Arbitrage : Philippe Malige |
| 13/05/2009 19:00 | rapport                |         |                 | Spectateurs : 18 148 Arbitrage : Philippe Malige | Spectateurs : 18 148 Arbitrage : Philippe Malige |

| 36e journée      | Grenoble | 0 - 0   | AS Nancy-Lorraine | Stade des Alpes            |                            |
| 16/05/2009 19:00 |          | (0 - 0) |                   | Arbitrage : Thierry Auriac | Arbitrage : Thierry Auriac |
| 16/05/2009 19:00 | rapport  |         |                   | Arbitrage : Thierry Auriac | Arbitrage : Thierry Auriac |

| 37e journée      | AS Nancy-Lorraine | 1 - 2   | Olympique de Marseille    | Stade Marcel Picot                              |                                                 |
| 24/05/2009 21:00 | N'Guemo 87e       | (0 - 1) | 33e Bonnart · 55e Brandao | Spectateurs : 20 017 Arbitrage : Bertrand Layec | Spectateurs : 20 017 Arbitrage : Bertrand Layec |
| 24/05/2009 21:00 | rapport           |         |                           | Spectateurs : 20 017 Arbitrage : Bertrand Layec | Spectateurs : 20 017 Arbitrage : Bertrand Layec |

| 38e journée      | Lille OSC                           | 3 - 2   | AS Nancy-Lorraine | Stadium Nord Lille Metropole                      |                                                   |
| 30/05/2009 21:00 | Vittek 12e · Rami 14e · Plestan 75e | (2 - 1) | Ouaddou 41e       | Spectateurs : 16 791 Arbitrage : Hervé Piccirillo | Spectateurs : 16 791 Arbitrage : Hervé Piccirillo |
| 30/05/2009 21:00 | rapport                             |         |                   | Spectateurs : 16 791 Arbitrage : Hervé Piccirillo | Spectateurs : 16 791 Arbitrage : Hervé Piccirillo |

#### Classement
Le classement est calculé avec le barème de points suivant : une victoire vaut trois points, le match nul un. La défaite ne rapporte aucun point.
En cas d'égalité, on départage selon le critère de la plus grande « différence de buts » (buts marqués - encaissés). Si l'égalité subsiste, on regarde au plus grand nombre de buts marqués, puis à la plus grande différence de buts lors des rencontres entre les équipes à égalité. Enfin, le « Challenge du Fair-Play » peut décider du classement.
| Rang | Équipe                 | Pts | J  | G  | N  | P  | Bp | Bc | Diff |
| ---- | ---------------------- | --- | -- | -- | -- | -- | -- | -- | ---- |
| 1    | Girondins de Bordeaux  | 80  | 38 | 24 | 8  | 6  | 64 | 34 | +30  |
| 2    | Olympique de Marseille | 77  | 38 | 22 | 11 | 5  | 67 | 35 | +32  |
| 3    | Olympique lyonnais (T) | 71  | 38 | 20 | 11 | 7  | 52 | 29 | +23  |
| 4    | Toulouse FC            | 64  | 38 | 16 | 16 | 6  | 45 | 27 | +18  |
| 5    | Lille OSC              | 64  | 38 | 17 | 13 | 8  | 51 | 39 | +12  |
| 6    | Paris SG               | 64  | 38 | 19 | 7  | 12 | 49 | 38 | +11  |
| 7    | Stade rennais          | 61  | 38 | 15 | 16 | 7  | 42 | 34 | +8   |
| 8    | AJ Auxerre             | 55  | 38 | 16 | 7  | 15 | 35 | 35 | 0    |
| 9    | OGC Nice               | 50  | 38 | 13 | 11 | 14 | 40 | 41 | -1   |
| 10   | FC Lorient             | 45  | 38 | 10 | 15 | 13 | 47 | 47 | 0    |
| 11   | AS Monaco              | 45  | 38 | 11 | 12 | 15 | 41 | 45 | -4   |
| 12   | Valenciennes FC        | 44  | 38 | 10 | 14 | 14 | 35 | 42 | -7   |
| 13   | Grenoble Foot 38 (P)   | 44  | 38 | 10 | 14 | 14 | 24 | 37 | -13  |
| 14   | FC Sochaux-Montbéliard | 42  | 38 | 10 | 12 | 16 | 40 | 48 | -8   |
| 15   | AS Nancy-Lorraine      | 42  | 38 | 10 | 12 | 16 | 38 | 47 | -9   |
| 16   | Le Mans UC 72          | 40  | 38 | 10 | 10 | 18 | 43 | 54 | -11  |
| 17   | AS Saint-Étienne       | 40  | 38 | 11 | 7  | 20 | 40 | 56 | -16  |
| 18   | SM Caen                | 37  | 38 | 8  | 13 | 17 | 42 | 49 | -7   |
| 19   | FC Nantes (P)          | 37  | 38 | 9  | 10 | 19 | 33 | 54 | -21  |
| 20   | Le Havre AC (P)        | 26  | 38 | 7  | 5  | 26 | 30 | 67 | -37  |

Légende :
- Ligue des Champions 2009-2010, phase de groupes : 1er et 2e
- Ligue des Champions 2009-2010, tour de barrages : 3e
- Ligue Europa 2009-2010, tour de barrages : 4e
- Ligue Europa 2009-2010, 3e tour de qualification : 5e[8]
- Ligue 2 (relégation) : 18e, 19e, 20e

P = Promus de Ligue 2 en 2008 
T = Tenant du titre 2008
Ligue Europa
- Qualification en Ligue Europa : Trois clubs sont qualifiés en Ligue Europa : le vainqueur de la Coupe de France, le 4e, et le vainqueur de la Coupe de la Ligue. Si le vainqueur de la coupe de France est déjà qualifié en Ligue des champions, sa place est redistribuée au finaliste[9]. En coupe de la ligue, la place est directement ré-attribuée au championnat[10]. Ainsi, la place de Bordeaux (vainqueur de la coupe de la ligue) est ré-attribuée au 5e.

### Coupe de la Ligue
| 16e de finale    | Grenoble Foot                   | 2 - 3 | AS Nancy-Lorraine                   | Stade des Alpes                                       |                                                       |
| 24/09/2008 21:00 | Courtois 26e · Dimitrijevic 53e |       | Helder 16e · Sami 70e · Malonga 95e | Spectateurs : 6 686 Arbitrage : Jean-Charles Cailleux | Spectateurs : 6 686 Arbitrage : Jean-Charles Cailleux |
| 24/09/2008 21:00 | rapport                         |       |                                     | Spectateurs : 6 686 Arbitrage : Jean-Charles Cailleux | Spectateurs : 6 686 Arbitrage : Jean-Charles Cailleux |

| 8e de finale | Paris SG          | 2 - 0   | AS Nancy-Lorraine | Parc des Princes                              |                                               |
| 11/11/2008   | Luyindula 30e 36e | (2 - 0) |                   | Spectateurs : 15 856 Arbitrage : Stéphane Bré | Spectateurs : 15 856 Arbitrage : Stéphane Bré |
| 11/11/2008   | rapport           |         |                   | Spectateurs : 15 856 Arbitrage : Stéphane Bré | Spectateurs : 15 856 Arbitrage : Stéphane Bré |

### Coupe de France
| 32e de finale    | SO Romorantin                             | 0 - 0             | AS Nancy-Lorraine                  | Stade Jules-Ladoumègue                           |                                                  |
| 03/01/2009 21:00 |                                           | (0 - 0)           |                                    | Spectateurs : 3 256 Arbitrage : Alexandre Castro | Spectateurs : 3 256 Arbitrage : Alexandre Castro |
| 03/01/2009 21:00 | Vieira · Saytaifa · Leroy · Ramiadamanana | Tirs au but 4 - 2 | André Luiz · Gavanon · Zerka · Dia | Spectateurs : 3 256 Arbitrage : Alexandre Castro | Spectateurs : 3 256 Arbitrage : Alexandre Castro |

### Coupe UEFA
| Tour     | Équipe 1          | Aller | Score Total | Retour | Équipe 2      |
| 1er tour | AS Nancy-Lorraine | 1 - 0 | 3 - 0       | 2 - 0  | Motherwell FC |

| 1er tour - Match aller | AS Nancy-Lorraine | 1 - 0 | Motherwell FC | Stade Marcel Picot                               |                                                  |
| 18/09/2008 19:00       | Berenguer 41e     |       |               | Spectateurs : 16 094 Arbitrage : Vladimir Hrinak | Spectateurs : 16 094 Arbitrage : Vladimir Hrinak |
| 18/09/2008 19:00       | rapport           |       |               | Spectateurs : 16 094 Arbitrage : Vladimir Hrinak | Spectateurs : 16 094 Arbitrage : Vladimir Hrinak |

| 1er tour - Match retour | Motherwell FC | 0 - 2 | AS Nancy-Lorraine         | Fir Park Stadium           |                            |
| 02/10/2008 20h45        |               |       | Fortuné 17e · Gavanon 23e | Arbitrage : Espen BERNTSEN | Arbitrage : Espen BERNTSEN |

#### Phase de groupes - Groupe H
Le tirage au sort a eu lieu le mardi 7 octobre.
L'AS Nancy-Lorraine a à nouveau reçu le Feyenoord Rotterdam, club avec lequel la rencontre s'était mal passée en 2006-2007 à cause de hooligans.
Cette année d'énormes mesures ont été prises en matière de sécurité.
Le match s'est cette fois déroulé sans incident, mais avec une affluence amoindrie.
| Rang | Équipe               | Pts | J | G | N | P | Bp | Bc | Diff |
| ---- | -------------------- | --- | - | - | - | - | -- | -- | ---- |
| 1    | CSKA Moscou          | 12  | 4 | 4 | 0 | 0 | 12 | 5  | +7   |
| 2    | Deportivo La Corogne | 7   | 4 | 2 | 1 | 1 | 5  | 4  | +1   |
| 3    | Lech Poznań          | 5   | 4 | 1 | 2 | 1 | 5  | 5  | 0    |
| 4    | AS Nancy-Lorraine    | 4   | 4 | 1 | 1 | 2 | 8  | 7  | +1   |
| 5    | Feyenoord Rotterdam  | 0   | 4 | 0 | 0 | 4 | 1  | 10 | -9   |

| Groupe H - 1re journée | AS Nancy-Lorraine                  | 3 - 0   | Feyenoord Rotterdam | Stade Marcel Picot                                |                                                   |
| 23/10/2008 20:45       | Zerka 47e · Feret 54e · Helder 83e | (0 - 0) |                     | Spectateurs : 11 512 Arbitrage : Matteo Trefoloni | Spectateurs : 11 512 Arbitrage : Matteo Trefoloni |
| 23/10/2008 20:45       | rapport                            |         |                     | Spectateurs : 11 512 Arbitrage : Matteo Trefoloni | Spectateurs : 11 512 Arbitrage : Matteo Trefoloni |

| Groupe H - 2e journée | Lech Poznań            | 2 - 2   | AS Nancy-Lorraine       | Stade municipal                                  |                                                  |
| 6/11/2008 18:15       | Peszko 5e · Štilić 22e | (2 - 1) | Malonga 10e · Zerka 81e | Spectateurs : 22 500 Arbitrage : Christian Balaj | Spectateurs : 22 500 Arbitrage : Christian Balaj |
| 6/11/2008 18:15       | rapport                |         |                         | Spectateurs : 22 500 Arbitrage : Christian Balaj | Spectateurs : 22 500 Arbitrage : Christian Balaj |

| Groupe H - 4e journée | AS Nancy-Lorraine                    | 3 - 4   | CSKA Moscou                         | Stade Marcel Picot                           |                                              |
| 4/12/2008 20:45       | Zerka 4e · Feret 70e · Camerling 78e | (1 - 2) | Vagner Love 22e 62e 87e · Ramón 32e | Spectateurs : 14 074 Arbitrage : Zsolt Szabo | Spectateurs : 14 074 Arbitrage : Zsolt Szabo |
| 4/12/2008 20:45       | rapport                              |         |                                     | Spectateurs : 14 074 Arbitrage : Zsolt Szabo | Spectateurs : 14 074 Arbitrage : Zsolt Szabo |

| Groupe H - 5e journée | Deportivo La Corogne | 1 - 0   | AS Nancy-Lorraine | Stade du Riazor                                 |                                                 |
| 17/12/2008 20:45      | Bodipo 74e           | (0 - 0) |                   | Spectateurs : 14 243 Arbitrage : Michael Weiner | Spectateurs : 14 243 Arbitrage : Michael Weiner |
| 17/12/2008 20:45      | rapport              |         |                   | Spectateurs : 14 243 Arbitrage : Michael Weiner | Spectateurs : 14 243 Arbitrage : Michael Weiner |